# ASELE
La Asociación para la Enseñanza del Español como Lengua Extranjera (ASELE) es una organización internacional dedicada a la investigación y enseñanza del español como lengua extranjera (ELE), segunda lengua (L2) o lengua de herencia (LH).
Se trata de una  asociación internacional de profesionales del español que no se circunscribe a un contexto geográfico determinado, engloba a socios a lo largo de todo el mundo, y se constituye como un foro para el intercambio de ideas, experiencias y avances científicos en el ámbito de la Lingüística aplicada a la enseñanza del español.

## Historia
ASELE fue fundada en 1987 como respuesta al creciente interés internacional por el aprendizaje del español y sus culturas. Trabaja para establecer foros científicos que faciliten la información, formación y el intercambio de experiencia entre profesionales del sector.
En 1989, ASELE celebró su primer Congreso Internacional, evento anual que se realiza en distintas sedes universitarias de todo el mundo, como un encuentro especializado en la didáctica del español.

## Objetivos y líneas de trabajo
Entre los objetivos de ASELE, se encuentra la promoción de la enseñanza y el aprendizaje del español como lengua extranjera, el fomento de la investigación en el campo de la didáctica del español como lengua extranjera, facilitar la formación continua de los profesores de español como lengua extranjera y la creación de espacios de intercambio y colaboración entre profesionales del sector.
Las líneas de trabajo principales, enfocadas a la consecución de los objetivos, se centran en estrechar lazos con las instituciones de la lengua para colaborar y reforzar el entramado de la enseñanza del español, impulsar la internacionalización de la asociación para dar a conocer sus iniciativas así como trabajar en el español desde un punto de vista global y fomentar la investigación sobre el español y poner en marcha iniciativas con enfoque internacional que den visibilidad al discurso investigador sobre el aprendizaje y la enseñanza de la lengua.

## Actividades
El cumplimiento de objetivos viene facilitado por la consecución de actividades, como la organización del Congreso Internacional Anual que se viene celebrando desde 1989. Se celebra cada año en una sede distinta y reúne a profesionales de todo el mundo para compartir investigaciones y experiencias (ver Congresos celebrados).
Además, se lleva a cabo la publicación de los volúmenes temáticos, un boletín de noticias y monografías, así como la entrega de los premios de investigación, en los que se otorgan premios a las mejores tesis doctorales y memorias de máster en el campo de la enseñanza del español como lengua extranjera.

## Miembros
Entre sus miembros se encuentran docentes, investigadores y estudiantes dedicados a la enseñanza y la investigación del español como lengua extranjera, así como profesionales de instituciones educativas y organismos internacionales.
La Junta Directiva está compuesta por presidencia, vicepresidencia, secretaría y tesorería, además de las siguientes vocalías de Publicaciones y premios, de Internacionalización y de Comunicación
La presidencia de ASELE participa en las reuniones del Patronato del Instituto Cervantes como institución de carácter o influencia cultural.  

## Internacionalización
Desde 2018, se lleva a cabo un  proyecto de internacionalización, con la celebración de congresos fuera de España y colabora con países invitados, tanto de habla hispana como no hispana. Estas iniciativas se realizan con motivo de promover la enseñanza del español en diversas regiones del mundo.
La presencia de un país invitado sirve para profundizar la situación de la enseñanza del español en el país invitado al congreso.
El primer congreso fuera de España se celebró en Oporto (Portugal) y en él se creó la vocalía de Internacionalización.

## Colaboraciones
- Colabora con la Dirección General del Español en el Mundo (DGEM) en la organización de eventos orientados a discutir la enseñanza el español en el mundo.[4]
- Convenio con el Instituto Cervantes (Burgos, 2023).
- Convenio con la AATSP (American Association of Teachers of Spanish and Portuguese) (Verona, 2022).
- Convenios de colaboración con ELEUK (Asociación británica de docentes de español en el ámbito universitario), CANELA (Confederación Académica Nipona, Española y Latinoamericana) y el Instituto Cervantes (Burgos, 2023).[5]
- Convenio con la Asociación de Centros de Idiomas SEA de Argentina (Edimburgo, 2024).

## Congresos celebrados
En los últimos años, sus congresos han tenido invitados de honor como Luis García Montero, Rosa María Calaf, Elvira Lindo o Rosa Montero.     
| Año  | Congreso | Sede                            | Tema principal |
| ---- | -------- | ------------------------------- | --- |
| 1989 | 1        | Granada (España).               | Primeras jornadas pedagógicas de enseñanza del español como lengua extranjera                                                             |
| 1990 | 2        | Madrid (España)                 | Español para extranjeros: didáctica e investigación.                                                                                      |
| 1991 | 3        | Málaga (España)                 | El español como lengua extranjera: de la teoría al aula                                                                                   |
| 1993 | 4        | Madrid (España)                 | Problemas y métodos en la enseñanza del español como lengua extranjera                                                                    |
| 1994 | 5        | Santander (España)              | Tendencias actuales en la enseñanza del español como lengua extranjera                                                                    |
| 1995 | 6        | León (España)                   | Tendencias actuales en la enseñanza del español como lengua extranjera II                                                                 |
| 1996 | 7        | Almagro (España)                | Lengua y cultura en la enseñanza del español a extranjeros                                                                                |
| 1997 | 8        | Alcalá de Henares (España)      | La enseñanza del español como lengua extranjera: del pasado al futuro                                                                     |
| 1998 | 9        | Santiago de Compostela (España) | Español como lengua extranjera: enfoque comunicativo y gramática                                                                          |
| 1999 | 10       | Cádiz (España)                  | Nuevas perspectivas en la enseñanza del español como lengua extranjera                                                                    |
| 2000 | 11       | Zaragoza (España)               | ¿Qué español enseñar? Norma y variación lingüística en la enseñanza del español como lengua extranjera                                    |
| 2001 | 12       | Valencia (España)               | Tecnologías de la información y de las comunicaciones en la enseñanza del español como lengua extranjera                                  |
| 2002 | 13       | Murcia (España)                 | El español, lengua del mestizaje y la interculturalidad                                                                                   |
| 2003 | 14       | Burgos (España)                 | Medios de comunicación y enseñanza del español como lengua extranjera                                                                     |
| 2004 | 15       | Sevilla (España)                | Las gramáticas y los diccionarios en la enseñanza del español como segunda lengua: deseo y realidad                                       |
| 2005 | 16       | Oviedo (España)                 | La competencia pragmática y la enseñanza del español como lengua extranjera                                                               |
| 2006 | 17       | La Rioja (España)               | Las destrezas orales en la enseñanza del español (L2 - LE)                                                                                |
| 2007 | 18       | Alicante (España)               | La evaluación en el aprendizaje y la enseñanza del español como LE/L2                                                                     |
| 2008 | 19       | Cáceres (España)                | El profesor de español LE/L2 |
| 2009 | 20       | Comillas (España)               | El español en contextos específicos: enseñanza e investigación                                                                            |
| 2010 | 21       | Salamanca (España)              | Del texto a la lengua: la aplicación de los textos a la enseñanza-aprendizaje del español L2-LE                                           |
| 2011 | 22       | Valladolid (España)             | La Red y sus aplicaciones en la enseñanza-aprendizaje del español LE                                                                      |
| 2012 | 23       | Gerona (España)                 | Multilingüismo y enseñanza de ELE en contextos multiculturales                                                                            |
| 2013 | 24       | Jaén (España)                   | La enseñanza del español como LE/L2 en el siglo XXI                                                                                       |
| 2014 | 25       | Getafe (España)                 | La enseñanza del español como LE/SL en el siglo XXI                                                                                       |
| 2015 | 26       | Granada (España)                | Formación y competencias del profesorado de ELE                                                                                           |
| 2016 | 27       | La Rioja (España)               | Panhispanismo y variedades en la enseñanza del español L2/LE                                                                              |
| 2017 | 28       | Tarragona (España(              | Léxico y cultura en LE/L2: corpus y diccionarios                                                                                          |
| 2018 | 29       | Santiago de Compostela (España) | Perfiles, factores y contextos en la enseñanza y el aprendizaje de ELE/EL2 País invitado: México                                          |
| 2019 | 30       | Oporto (Portugal)               | Internacionalización y enseñanza del español como LE/L2: plurilingüismo y comunicación intercultural País invitado: Colombia              |
| 2021 | 31       | León (España) Modalidad virtual | Creatividad, innovación y diversidad en la enseñanza del español como LE/L2/LH                                                            |
| 2022 | 32       | Verona (Italia)                 | Comunicación, traducción pedagógica y humanidades digitales en la enseñanza del español como LE/L2/LH País invitado: Estados Unidos       |
| 2023 | 33       | Burgos (España)                 | Interacción, discurso y tecnología en la enseñanza del español LE/L2/LH País invitado: Japón                                              |
| 2024 | 34       | Edimburgo (Reino Unido)         | Multimodalidad, interlengua y transdisciplinariedad en la enseñanza del español LE/L2/LH País invitado: Brasil                            |
| 2025 | 35       | Castellón (España)              | Aprendizaje informal, inmersión lingüística y transferencia del conocimiento en la enseñanza del español LE/L2/LH País invitado: Alemania |